# Peravia
Peravia är en provins i södra Dominikanska republiken, med kust mot Karibiska havet. Provinsen har cirka 209 000. San José de Ocoa var fram till den 1 januari 2002 en del av Peravia, men blev därefter en egen provins.

## Administrativ indelning
Provinsen är indelad i tre kommuner:
- Baní
- Matanzas
- Nizao

## Kända personer
- Vladimir Guerrero, basebollspelare[5]